# Nicolás Mihanovich
Nicolás Mihanovich (kroatisch Nikola Mihanović, * 21. Januar 1846 in Doli bei Dubrovnik im heutigen Kroatien, damals Österreich-Ungarn; † 24. Juni 1929 in Buenos Aires) war ein kroatisch-argentinischer Reeder, der um 1900 die größte lateinamerikanische Schifffahrtsgesellschaft betrieb.

## Leben

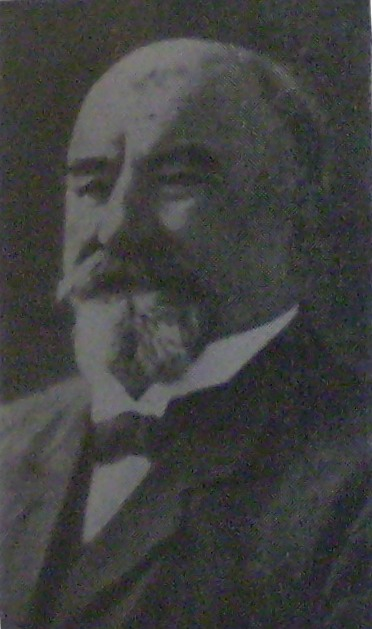
Nicolás Mihanovich

1860 wanderte Nikola Mihanović, der in einem kleinen dalmatischen Küstendorf geboren wurde, wie viele andere Kroaten nach Lateinamerika aus. Zuerst siedelte er sich in Paraguay an, später in Buenos Aires. 1872 heiratete er, mit seiner Frau hatte er sechs Kinder. Zwei davon starben im frühen Erwachsenenalter.
1879 gründete er in Argentinien ein Dampfschiffunternehmen für Flussschifffahrt mit dem Dampfer Rivadavia, an dem er 50 % der Anteile besaß. 1881 folgte das erste größere Schiff, der Frachtdampfer Toro mit 600 Tonnen. Damit betrieb Michanovich auch Küstenschifffahrt, zunächst bis Bahía Blanca, wo sein Bruder Miguel für das Geschäft verantwortlich war. Auf dieser Strecke transportierte er auch das Material für den Eisenbahnbau in den Süden. 1884 stieg sein Bruder aus dem Unternehmen aus und gründete später eine Konkurrenzfirma, die Sud Atlántica Compañía de Navegación.
Seit Ende der 1880er Jahre stieg Mihanovich in den Personentransport ein, nach 1900 auch in das Hotelgeschäft. Auch ließ er Stierkämpfe veranstalten.
Im Jahr 1909 besaß er 256 Dampfschiffe (meist Flussschiffe) mit etwa 5000 Mann Besatzung und war damit der größte Reeder Lateinamerikas. Er galt als König der Flussschifffahrt vom Atlantik über den Río Paraná und Río Uruguay bis nach Paraguay und ins Zentrum Brasiliens. Er förderte mit eigenen Seeschiffen und Dumpingtarifen auch die Einwanderung aus Kroatien. Auch unterstützte er kroatische Siedler und betätigte sich als Mäzen. Von Kaiser Franz Joseph I. wurde Mihanovich zum Baron erhoben; auch vom russischen Zaren und vom englischen und spanischen König wurde er ausgezeichnet.
1926 und 1962 wurden zwei jugoslawische Schiffe nach dem Reeder benannt.

## Gesellschaft
1907 wurde das Unternehmen in eine Aktiengesellschaft umgewandelt. Seit 1909 kam es unter den Einfluss britischer Investoren und wurde als The Argentine Navigation Company (Nicolás Mihanovich) Ltd. in London registriert, obwohl Mihanovich weiter 70 Prozent der Anteile besaß. Dass Mihanovich als Bürger Österreich-Ungarns Anteile einer britischen Reederei besaß, führte im Ersten Weltkrieg zum Interessenkonflikt. 1916 trat Mihanovich als Vorstand zurück, 1918 wurden die Anteile der Gesellschaft an britische und argentinische Investoren verkauft. Die Familie Dodero führte das Geschäft weiter, bis die Flotte in den 1940er Jahren unter Juan Perón nationalisiert wurde. Nach der Reprivatisierung in den 1960er Jahren brach die Reederei wegen der Konkurrenz durch modernere komfortable Schiffe zusammen.